# Gemini Man
Gemini Man er en amerikansk film fra 2019 og den blev instrueret af Ang Lee.

## Medvirkende
- Will Smith som Henry Brogan
- Mary Elizabeth Winstead som Danny Zakarweski
- Clive Owen som Clay Verris
- Douglas Hodge som Jack Willis
- Benedict Wong som Baron
- Ralph Brown som Del Patterson